# 全国信用保証協会連合会
一般社団法人全国信用保証協会連合会（ぜんこくしんようほしょうきょうかいれんごうかい、National Federation of Credit Guarantee Corporations）は、信用保証協会に対し財政基盤強化のための貸付及び出えん・管理事業などを実施している法人。元経済産業省中小企業庁所管。

## 概要
信用保証協会の健全な発達を図り、もって中小企業者等に対する金融の円滑化に資することを目的として1951年に設立され、全国の信用保証協会を会員として構成される。
2010年3月9日、「事業仕分け (行政刷新会議)第2弾」において、仕分け対象枠の公益法人に選定された。事業の必要性、有効性、効率性、緊要性や、誰が（国、地方公共団体、独立行政法人、公益法人、民間事業者等）事業を実施する主体として適当かといったことについて検証が行われたが、事業仕分けの対象とはならずに同会議は終了した。

## 会員
- 北海道信用保証協会
- 青森県信用保証協会
- 岩手県信用保証協会
- 宮城県信用保証協会
- 秋田県信用保証協会
- 山形県信用保証協会
- 福島県信用保証協会
- 新潟県信用保証協会
- 茨城県信用保証協会
- 栃木県信用保証協会
- 群馬県信用保証協会
- 埼玉県信用保証協会
- 千葉県信用保証協会
- 東京信用保証協会
- 神奈川県信用保証協会
  - 横浜市信用保証協会
  - 川崎市信用保証協会
- 山梨県信用保証協会
- 長野県信用保証協会
- 静岡県信用保証協会
- 愛知県信用保証協会
  - 名古屋市信用保証協会
- 岐阜県信用保証協会
  - 岐阜市信用保証協会
- 三重県信用保証協会
- 富山県信用保証協会
- 石川県信用保証協会
- 福井県信用保証協会
- 滋賀県信用保証協会
- 京都信用保証協会
- 大阪信用保証協会
- 兵庫県信用保証協会
- 奈良県信用保証協会
- 和歌山県信用保証協会
- 鳥取県信用保証協会
- 島根県信用保証協会
- 岡山県信用保証協会
- 広島県信用保証協会
- 山口県信用保証協会
- 香川県信用保証協会
- 徳島県信用保証協会
- 高知県信用保証協会
- 愛媛県信用保証協会
- 福岡県信用保証協会
- 佐賀県信用保証協会
- 長崎県信用保証協会
- 熊本県信用保証協会
- 大分県信用保証協会
- 宮崎県信用保証協会
- 鹿児島県信用保証協会
- 沖縄県信用保証協会